# Brie-sous-Barbezieux

Brie-sous-Barbezieux este o comună în departamentul Charente, Franța. În 1 ianuarie 2022 avea o populație de 111 de locuitori.